# Chủ tịch (công ty)
Chủ tịch (chữ Hán: 主席; "chủ" nghĩa là sở hữu, làm chủ; "tịch" nghĩa là chỗ ngồi, vị trí, mà trong đời sống còn được gọi là cái ghế theo nghĩa bóng) là người đứng đầu một tổ chức như ủy ban, công ty, hay nghị viện. Người giữ chức chủ tịch thường được các thành viên của nhóm đó bầu, và có nhiệm vụ chỉ đạo nhóm đó trong các cuộc họp một cách kỷ luật.